# Киёмидзу-дэра

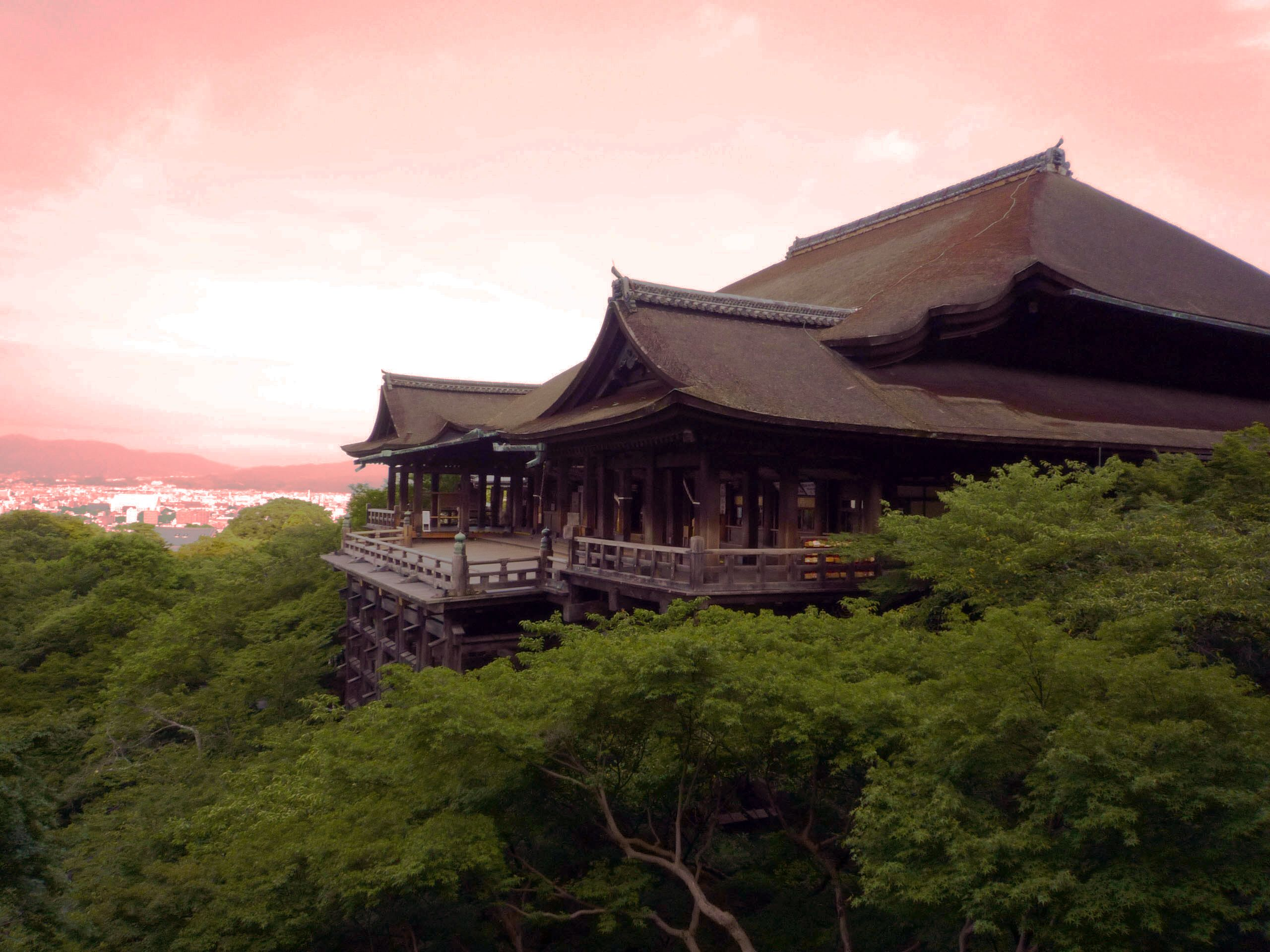
Храм Киёмидзу-дэра в Киото, несущий традиции хоссо

Киёмидзу-дэра (清水寺) — буддийский храмовый комплекс в районе Хигасияма города Киото (Япония). Полное название — Отовасан Киёмидзудэра (音羽山清水寺) в восточном Киото, это одна из основных достопримечательностей города Киото.
Храм был основан в 778, но современные строения относятся к 1633.
Храм называется так по водопаду внутри комплекса, название означает Храм чистой воды.
В Японии существует ещё несколько менее известных храмов с тем же названием.
Храмовый комплекс занимает обширную территорию на живописном склоне горы. На территории храма имеется небольшой водопад. В одном из главных залов находится священный камень Будды, к которому надо спускаться через туннель в полной темноте.
Этот храм является одним из немногих храмов школы хоссо (соответствующей индийской философской школе йогачара, основатель школы — Досё).
Храму принадлежит синтоистская кумирня Дзисю-дзиндзя (яп. 地主神社) духа Земли, в которой проживает несколько духов, в том числе Оконинуси-но-Микото, «бог любви». В кумирне имеется два «камня любви», и многие молодые японцы приходят к ним просить любви своих суженых. Для этого надо пройти с закрытыми глазами между камнями.
Киёмидзу-дэра — один из самых популярных храмов в Японии, сюда сходятся ежедневно тысячи туристов и паломников.

## История

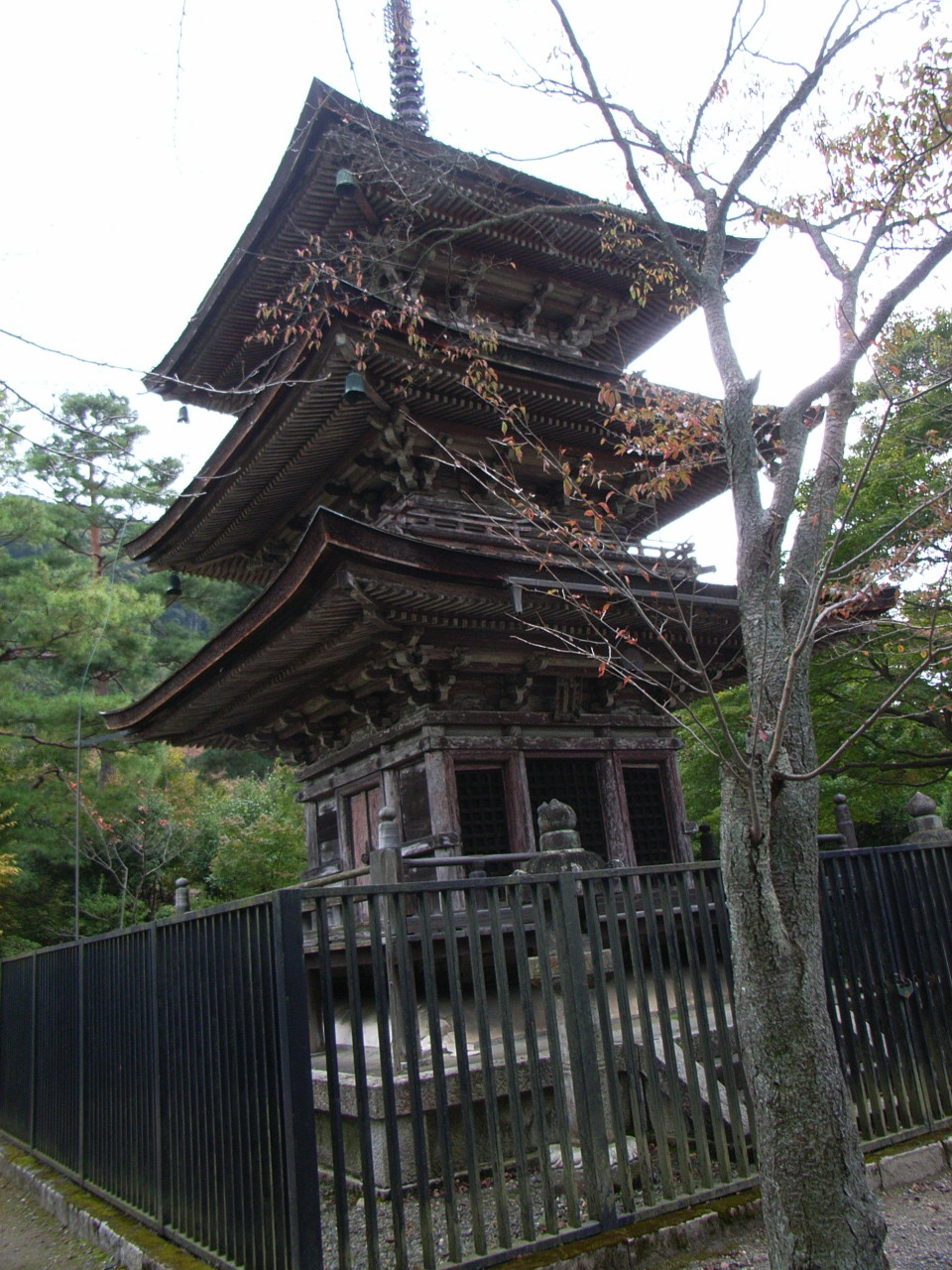
Старая пагода храма Киёмидзу-дэра в Киото

### Основание
Монастырь был основан в 778 году монахом обители Кодзима-дэра провинции Ямато по имени Энтин. Во сне ему явилась бодхисаттва Тысячерукая Каннон и приказала поселиться вблизи водопада Отова в горах соседней провинции Ямасиро. Монах выполнил приказ, заложив монашеское поселение на склонах гор. В 780 году он случайно встретился с сёгуном Саканоуэ-но Тамурамаро, который охотился в окрестностях водопада. Узнав, что супруга сёгуна тяжело больна, монах вылечил её молитвой, обращённой к бодхисаттве. Саканоуэ стал большим поклонником Тысячерукой Каннон, и она помогла ему одержать победу в северном походе против эмиси. В 798 году сёгун, совместно с Энтином, построил большой Главный храм на горе Отова в честь бодхисаттвы. Он стал центральным сооружением монастыря.
В «Записях об учреждении Киёмидзу-дэра», составленных в начале 9 века, излагается другая легенда. В 780 году сёгун Саканоуэ подстрелил в горах оленя для своей беременной жены. В этот момент перед ним появился Энтин и объяснил, что убийство живого существа — это грех. Когда сёгун вернулся домой и рассказал об этом приключении жене, она сильно расстроилась. Для покаяния за свои многочисленные грехи, женщина снесла сёгунскую усадьбу и построила на её месте буддистский храм, в котором чествовала бодхисаттву Каннон. Между тем сам сёгун должен был отправиться в северный поход, поэтому попросил монаха Энтина молиться за успех кампании. Она завершилась победой японских войск. В благодарность сёгун превратил свою резиденцию с храмом в монастырь, а Энтину помог стать одним из лекторов при дворе Императора.
На основе этих переводов выдвигаются разные даты основания Киёмидзу-дэра — 778, 780 или 789 год. Причиной этому является разобщённость историков в определении понятия «монастырь»: монашеское поселение или поселение с храмом.

### Развитие
С начала основания Киёмидзу-дэра был частным монастырём рода Саканоуэ, потомков мигрантов с материка. В 805 году, по приказу Императора Камму, обитель стала собственностью Императорского дома и государства. В 810 году монастырь получил особый статус места проведения официальных буддистских молебнов о здравии Императора и его семьи. В том же году он впервые стал именоваться «Киёмидзу-дэра».
В конце 10 века Киёмидзу-дэра перешёл под патронат одного из крупнейших буддистских монастырей Японии — Кофуку-дзи. Он был центром секты Хоссо и находился в городе Нара, на юге японской столицы Киото. Этот монастырь враждовал с монастырём Энряку-дзи, оплотом секты Тэндай, расположенным на востоке столицы. Конфликты обоих монастырей имели вооружённый характер, поэтому Киёмидзу-дэра, находившийся рядом с Энряку-дзи, неоднократно подвергался погромам. Наибольшие разрушения обитель потерпела в 1165 году, когда большая армия монахов-воинов с Энряку-дзи ворвалась в Киёмидзу-дэра и сожгла крупнейшие здания, включая Главный храм. Через 24 года вся монастырская гора была превращена в пепел отрядом синтоистских священников из киотского святилища Гион.
Рост среди японцев веры в целительные свойства бодхисаттвы Каннон постепенно превратил монастырь в один из крупнейших киотских центров этой веры. Японские аристократы и простолюдины проводили паломничество, чтобы поклониться местному образу Каннон, жертвуя крупные суммы денег монахам Киёмидзу-дэра. Благодаря популярности этого монастыря, его описания встречаются во многих литературных произведениях того времени.
Нашествия с Энряку-дзи особенно участились с 11 века, в результате чего здания монастыря Киёмидзу-дэра неоднократного превращались в пепел, но снова восстанавливались. Негативно на развитии и сохранении культурных памятников Киёмидзу-дэра отразились также самурайские междоусобицы 14—16 веков.
Современный центральный храм монастыря — «Главный зал», который называют «помостом Киёмидзу» (清水の舞台), считается памятником 10 века, но в действительности он был перестроен в 1633 году по приказу сёгуна Токугавы Иэмицу. Среди древних архитектурных сооружений монастыря выделяют колокольню и Западные ворота. Спуск, который берёт начало от этих ворот, известен своими магазинами, которые существуют здесь с 17 века. На юге монастыря расположен водопад Отова — популярное место для посетителей вот уже многие сотни лет. С вершины монастыря открываются прекрасные виды на современный Киото.

## Здания и памятники
По состоянию на 1997 год Киёмидзу-дэра занимает площадь 242 м ². Основные здания расположены на среднем склоне горы Отова. Они имеют каменный фундамент и окружены каменной кладкой. От центрального входа монастыря — Ворот Нио — пролегает дорога, ведущая в Главный храм. По дороге расположены Западные ворота, трёхъярусная пагода, колокольня, библиотека сутр, Храм основателя и Асакурский храм. На востоке от Главного храма находятся Храм Шакьямуни, Храм Амиды и Внутренний павильон. К югу от Главного храма протекают три ручья «водопада Отова», давшего название монастырю. Южнее водопада лежит Долина парчовых облаков. За ней расположены дочерний монастырь Тайсан-дзи, предназначенный для молитв за успешные роды, и маленькая трёхъярусная пагода. На севере Главного храма находится павильон свершений. Вся территория монастыря превращена в парк.

### В культуре
Киёмидзу-дэра — одна из самых популярных тем в японской классической литературе. Паломничества и монастырские церемонии описаны в «Дневнике советника» Фудзивары но Митинага (1021), «Записках у изголовья» Сэй-Сёнагон (начало 11 века) и «Повести о Гэндзи» Мурасаки Сикибу (1005). В «Новых и старых повестях» (начало 12 века) представляется десять произведений, в которых рассказывается о чудесах Киёмидзу-дэра. Центральное произведение посвящённое бедной девушке, которая благодаря молитвам монастырской бодхисаттве Каннон получила богатство, счастье и хорошего мужа. В «Новом сборнике старых и новых японских песен» помещены два стихотворения, воспевающие Киёмидзу-дэра. «Повесть лет Хэйдзи» и «Повесть о доме Тайра» (13 век) вспоминают о популярности культа Канон в столице и чудеса, связанные с ними в монастыре.
Киёмидзу-дэра также воспета в пьесах японского драматического театра но: «Тамура», «Морихиса», «Кумано»; в спектаклях комедийного театра кёгэн: «Отяномидзу», «Игуи», «Имодзи»; а также сказках-рассказах: «Мальчик Иссумбоси» и «Страна Брахмы». Монастырские рассказы легли в основу театральных постановок японского театра кабуки и кукольного театра бунраку.
Начиная с 1995 года в Киёмидзу-дэра проводится церемония «Иероглиф года» при поддержке Общества иероглифического тестирования Японии. Иероглиф избирается путём народного голосования и призван символизировать главное событие уходящего года для большинства японцев. Церемония проходит ежегодно 12 декабря, в «день иероглифа».
В 2007 году Киёмидзу-дэра стал одним из четырнадцати финалистов конкурса «Семь новых чудес света», организованного швейцарским правительственным фондом.

## Виды храма

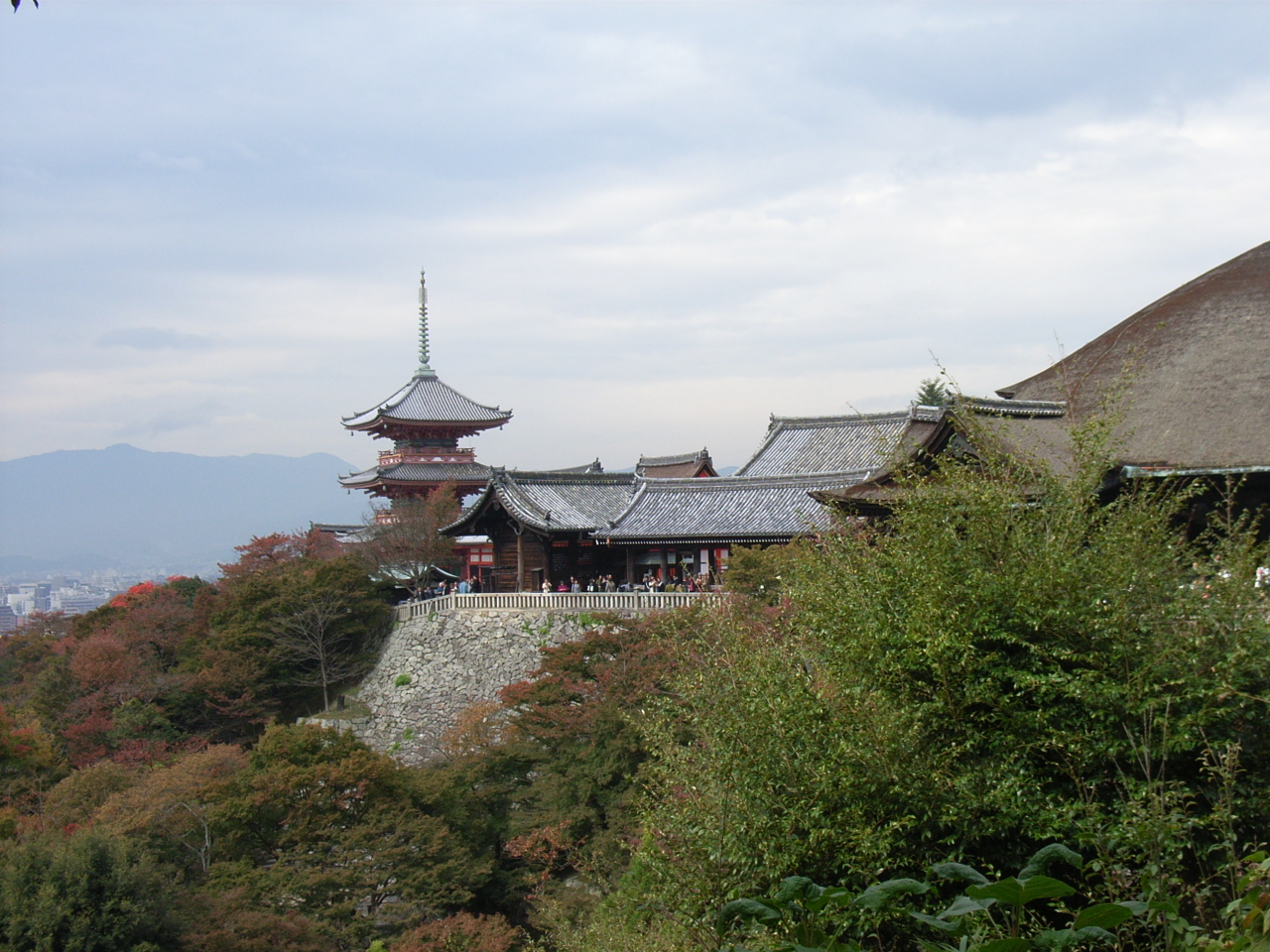
Вид храма со старой пагоды
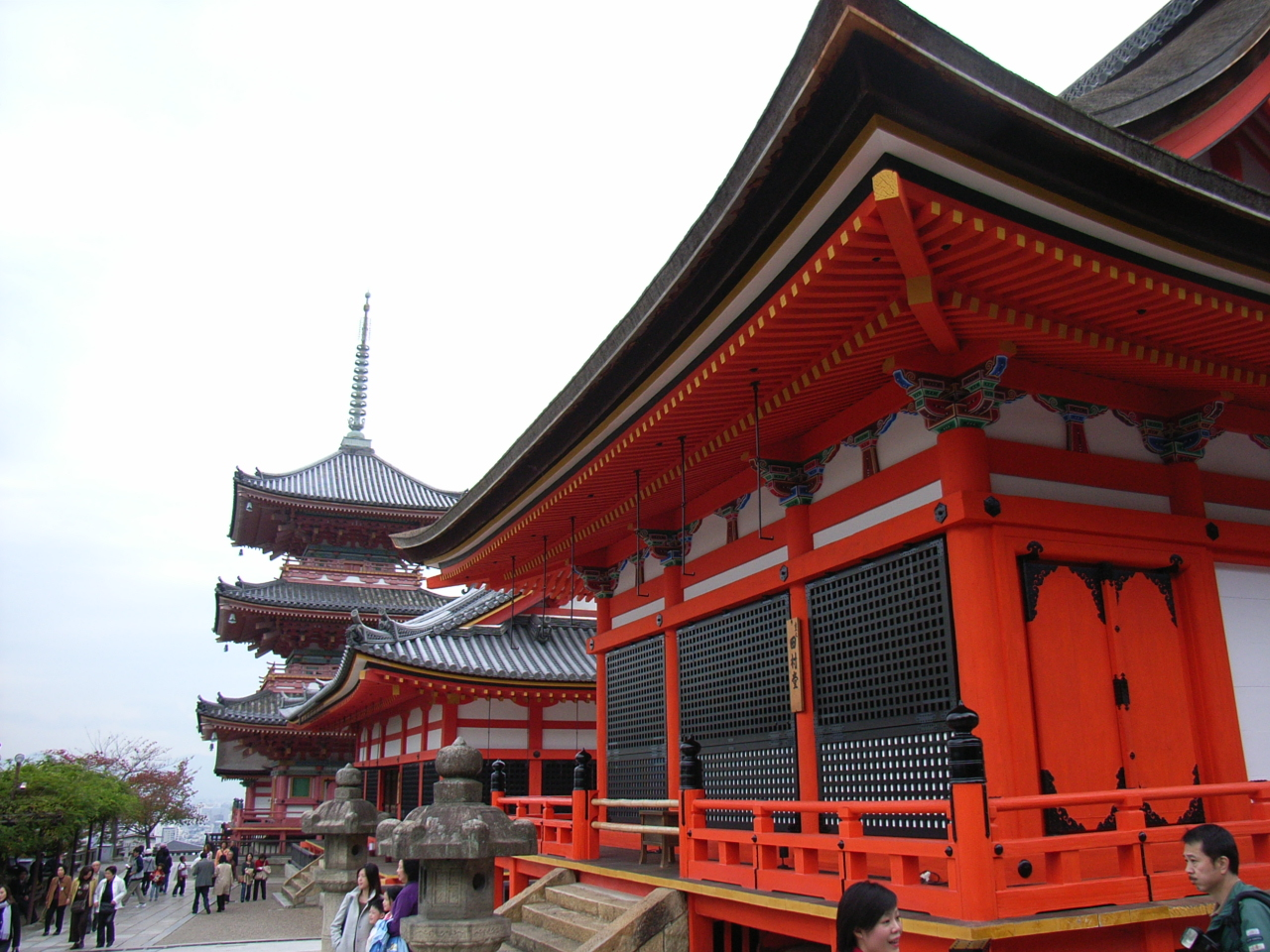
Павильоны храма
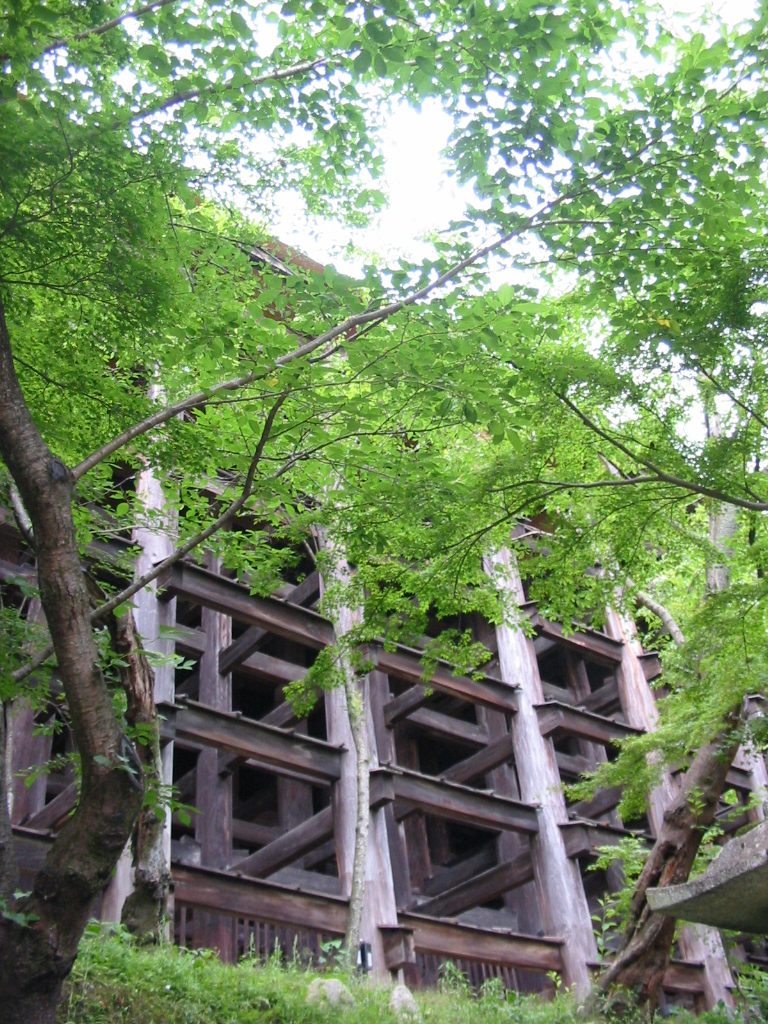
Колонны храма
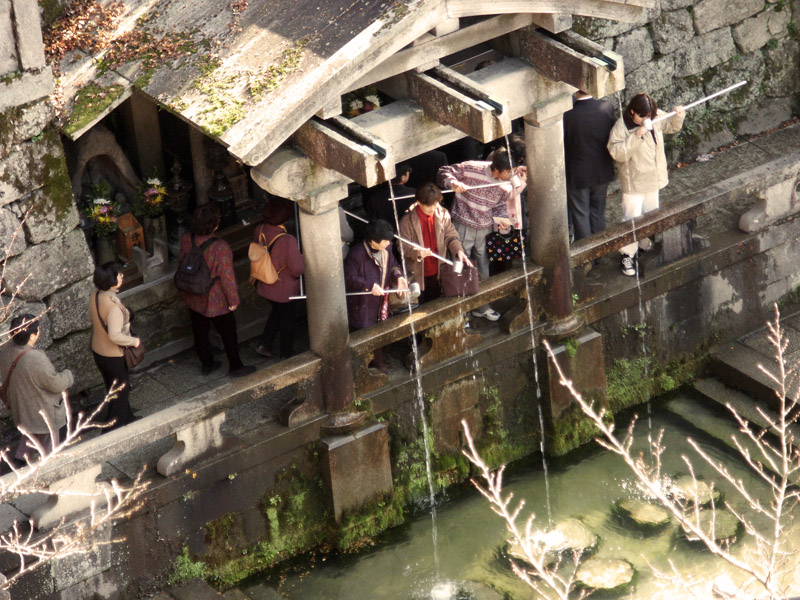
Водопад Отова-но-таки
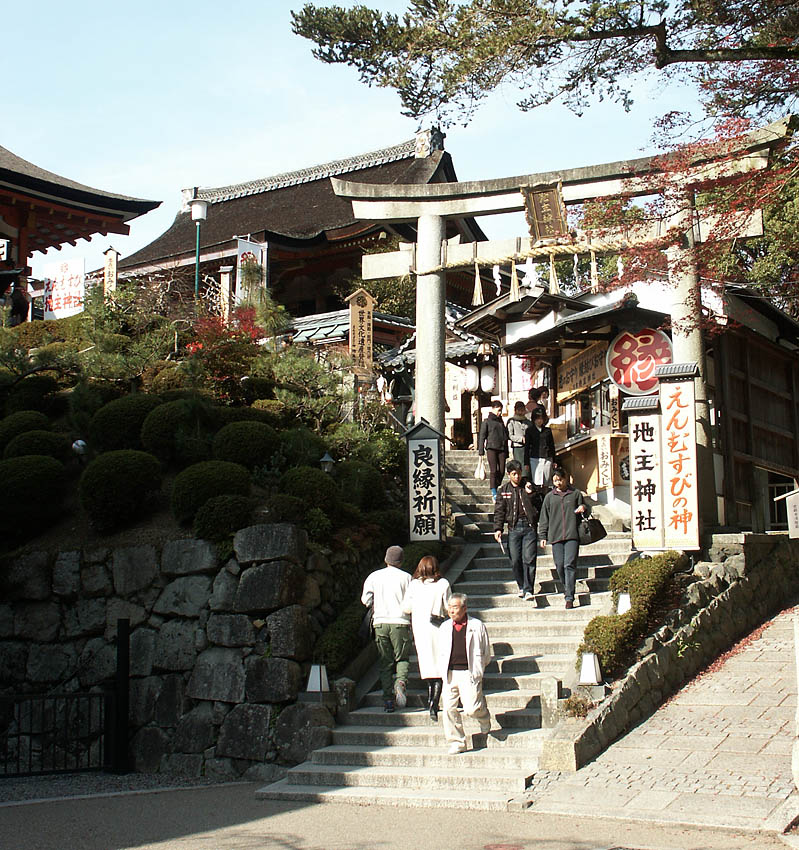
Тории
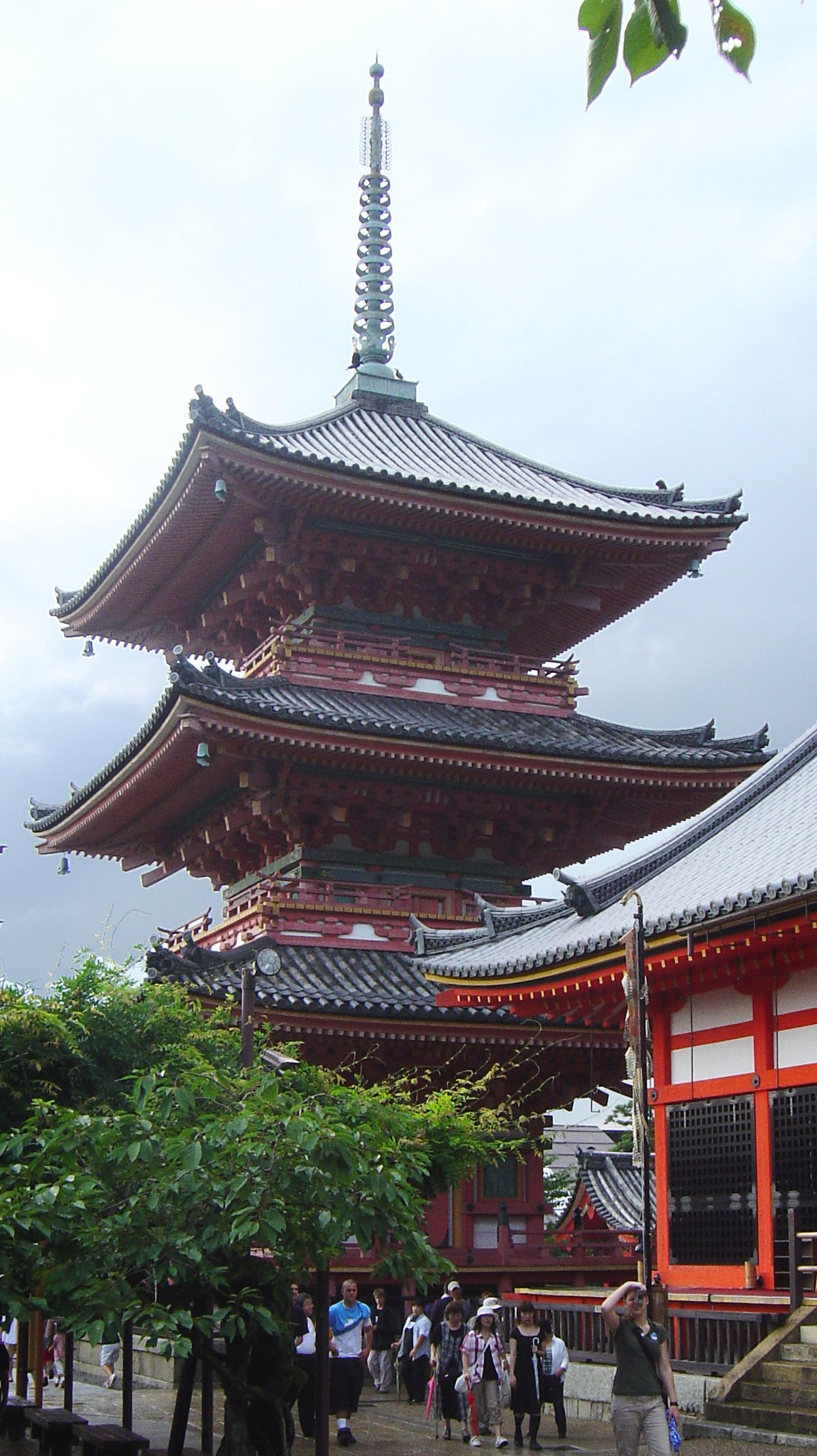
Пагода
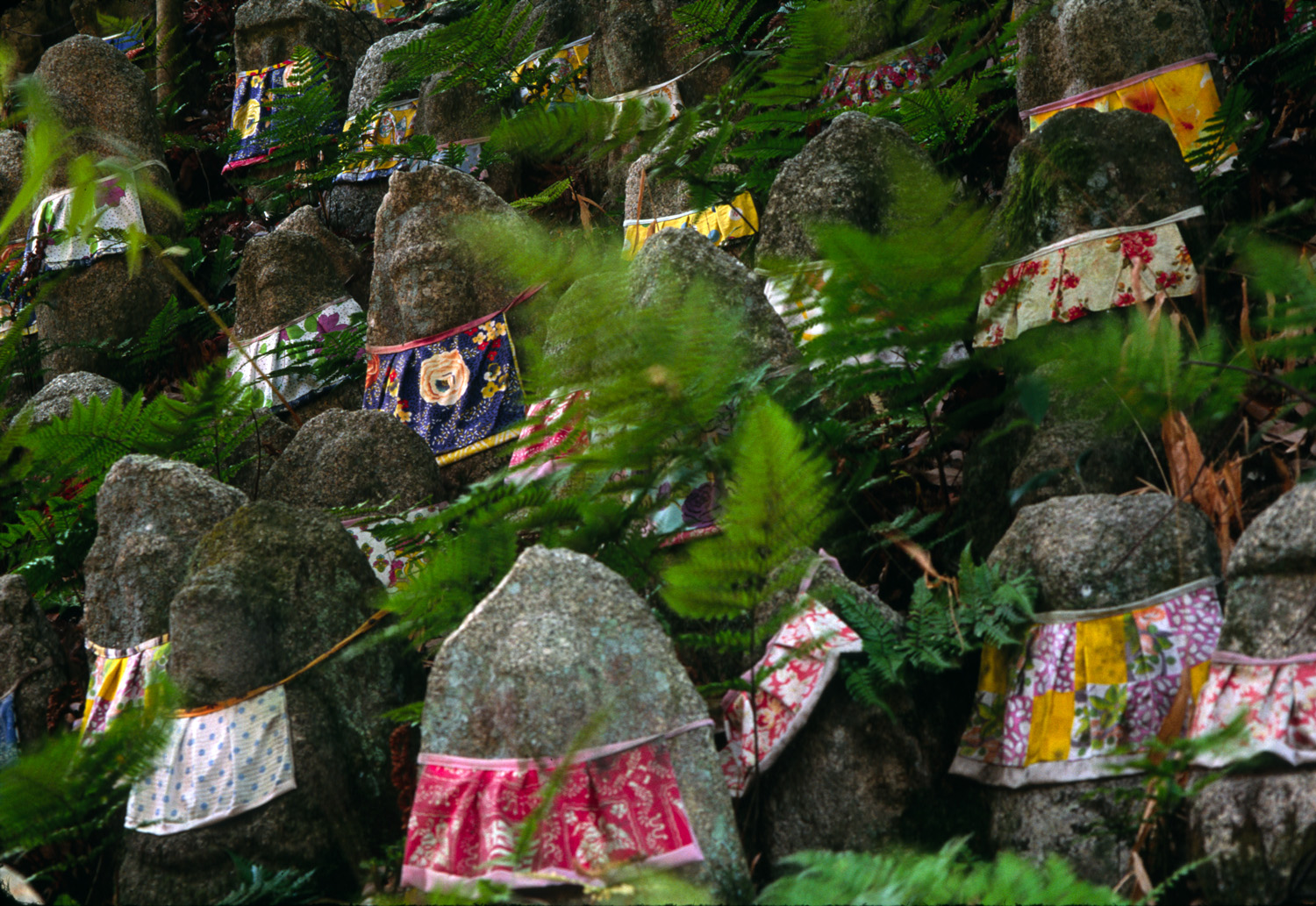
Священные статуэтки